# Ермолин, Анатолий Александрович
Анато́лий Алекса́ндрович Ермо́лин (род. 7 апреля 1964, Кущёвская, Краснодарский край) — российский политик, депутат Государственной думы четвёртого созыва, редактор отдела расследования журнала The New Times и портала NewTimes.ru.

## Образование
Родился 7 апреля 1964 года в станице Кущёвская, Краснодарский край, в семье военнослужащего.
Окончил Московское высшее пограничное командное ордена Октябрьской Революции Краснознаменное училище КГБ СССР им. Моссовета (1985), Краснознаменный институт КГБ СССР имени Ю. В. Андропова (1989). Специальность — офицер с высшим военно-специальным образованием, переводчик-референт английского и испанского языков. Дополнительное обучение прошёл в Институте молодежи, Московском государственном открытом педагогическом университете имени М. А. Шолохова, школе менеджмента Йельского университета (США). Кандидат педагогических наук.

## Военная служба
В 1985—1994 проходил воинскую службу на офицерских должностях в спецподразделении «Вымпел». Подполковник запаса. Принимал участие в боевых и специальных мероприятиях на территории Республики Афганистан, Закавказских республик СССР и России, работал инспектором в рамках Договора о ракетах средней и меньшей дальности (РСМД) в Западной Европе, отвечал за антитеррористическую безопасность временных администраций в республиках Северная Осетия и Ингушетия в качестве командира группы антитеррора. Награждён пятью медалями за воинскую службу.

## Общественная деятельность
Является одним из инициаторов возрождения скаутского движения в России. Принимал активное участие в разработке и внедрении инновационных образовательных проектов, финансируемых Нефтяной Компанией «ЮКОС»: Лицей «Подмосковный», «Новая цивилизация», «Федерация Интернет-образования». Администрировал общероссийские и международные образовательные программы некоммерческого характера.
Член Правления Общественной организации «Открытая Россия», с 2006 — заместитель её председателя (фактический руководитель). Основатель Международной школы лидерства «Лига дела», почётный президент Российской Ассоциации Навигаторов/Скаутов. Автор книг для детей и молодежи «Навигатор III-го тысячелетия», «На службе у Детства», «Лига Дела», «Как расколдовать зомби». Лауреат премии президента России в области образования за 2003 год.

Является соавтором модельной программы «Модернизации детского движения Забайкальского края», представленной в 2015 г. Программа была раскритикована экспертами ОНФ и представителями органов власти Забайкальского края и вызвала бурное обсуждение в прессе и блогосфере. Предметом критики стала в первую очередь идея разделения учеников к 9 классу на «креативный класс», «промышленный пролетариат», «обслуживающий класс» и «производственный брак». 
Я ознакомился с этой программой, и она вызвала у меня внутренний глубокий протест как у врача-психиатра, потому что там извращены и искажены важные составляющие, которые лежат в основе формирования человека и личности. То есть, главное, что определяет человеческую суть, а эта программа нацелена на расщепление и утрату единства с точки зрения депатриотизма — Говорин, Николай Васильевич, д-р мед. наук, профессор.

## Политическая деятельность
С января 2003 — депутат Государственной думы России четвёртого созыва, избран по списку политической партии «Единая Россия». Член Комитета по международным делам. В 2004 был исключён из фракции «Единая Россия» за «нарушение парламентской этики». Заявил, что реальной причиной исключения стала критика политического курса В. В. Путина и его администрации. В СМИ его исключение связывали с «делом ЮКОСа». После исключения из фракции стал независимым депутатом.
В 2005 подписал манифест о создании Объединённого гражданского фронта (лидер — Гарри Каспаров). В апреле 2007 вступил в Союз правых сил. В ноябре 2008 стал членом партии «Правое дело», так как Союз правых сил вошёл в её состав. 21 сентября 2011 года покинул партию вместе с группой коллег по СПС, всего через 6 дней после смещения Михаила Прохорова с поста председателя партии. Является членом Комитета гражданских инициатив со времени его основания 5 апреля 2012 года.